# سائو بزرغ
سائو بزرغ (بالفارسية: سائو بزرگ) هي قرية تقع في Poshtkuh Rural District في إيران.